# Pterinochilus andrewsmithi
Pterinochilus andrewsmithi is een spinnensoort in de taxonomische indeling van de vogelspinnen (Theraphosidae).
Het dier behoort tot het geslacht Pterinochilus. De wetenschappelijke naam van de soort werd voor het eerst geldig gepubliceerd in 2009 door Gallon.